# Club de Fútbol Talavera de la Reina
 (août 2020).
Si vous disposez d'ouvrages ou d'articles de référence ou si vous connaissez des sites web de qualité traitant du thème abordé ici, merci de compléter l'article en donnant les références utiles à sa vérifiabilité et en les liant à la section « Notes et références ».
Maillots
Le Club de Fútbol Talavera de la Reina, plus couramment abrégé en CF Talavera de la Reina, est un club espagnol de football fondé en 2011 et basé dans la ville de Talavera de la Reina en Castille-La Manche.
Le club joue actuellement en Primera División RFEF et dispute ses matches au Stade El Prado qui peut accueillir 5000 spectateurs.

## Histoire
Le club est fondé en 2011 à la suite de la disparition en 2010 du Talavera Club de Fútbol.
En 2015, le club obtient la promotion en Segunda División B mais est relégué en 2016.
Le club, entraîné par Fran Alcoy, parvient à remonter en Segunda División B dès 2017.

## Palmarès
| Compétitions nationales                                                                      |
| -------------------------------------------------------------------------------------------- |
| - Championnat d'Espagne D4 (2) : - Champion : 2014-15 et 2016-17. - Vice-champion : 2011-12. |

## Personnalités du club

### Présidents du club
- Pedro Flores (2010 - 2012)
- José Dorado (2012 - )

### Entraîneurs du club
- Fran Sánchez
- Ángel Bernabé
- Fran Alcoy
- Víctor Cea Zurita